# پلمبوسن
پلمبوسن (انگلیسی: Plumbocene) یک ترکیب آلی فلزی حاوی فلز سرب و زیر مجموعه دسته ای از ترکیبات شیمیایی به نام متالوسن‌ها است. این ماده در حلال‌هایی چون بنزن، استون و دی‌اتیل اتر محلول و در آب نا محلول است. این ماده در آب سرد پایدار است.